# Cine Tívoli
El Cine Tívoli es un edificio ubicado en  la ciudad española de Andújar, en la provincia de Jaén, cuya construcción data de la década de 1930.

## Descripción
Se encuentra en la plaza del Castillo, en Andújar. El maestro de obras de la localidad, José Corbella, y el arquitecto Francisco Alzado construyeron en 1933-1934 este edificio para proyecciones cinematográficas, símbolo de la sociedad moderna, utilizando por primera vez en la localidad el hormigón armado.
La preocupación por la organización funcional condujo a configurar una planta de forma aparentemente simétrica sin grandes artificios, apoyada en un angosto vestíbulo. La fachada lateral a la plaza, con las salidas para el público y el acceso de embarque al escenario, se resuelve con austeridad en una mínima composición de ornamento geométrico. En la fachada principal se explaya el juego compositivo expresionista y, sobre la base de su planta curvada, se disponen franjas horizontales y pequeños huecos apaisados que se contraponen con el cuerpo central de ventanales verticales que, a la par, monumentalizan la fachada, dignifican el pequeño vestíbulo y evidencian el carácter público del edificio.
El 21 de febrero de 2006 fue inscrito en el Catálogo General del Patrimonio Histórico Andaluz, mediante una resolución publicada el 16 de marzo de ese mismo año en el Boletín Oficial de la Junta de Andalucía.